# Таврос-Елефтеріос Венізелос (станція метро)
«Таврос-Елефтеріос Венізелос» (грец. Ταύρος-Ελευθέριος Βενιζέλος) — станція Афіно-Пірейської залізниці Афінського метрополітену. Розташована за 6,146 км від станції метро «Пірей», на межі муніципалітетів Таврос і Каллітея. Станція має подвійну назву, на честь муніципалітету Таврос, у якому вона розташована, і на честь прем'єр-міністра Елефтеріоса Венізелоса.
Станція була відкрита 6 лютого 1989 року у складі лінії Ε.Η.Σ. У 2004 році, перед відкриттям літніх Олімпійських ігор 2004 року, був зроблений її капітальний ремонт.